# Néctar (mitología)

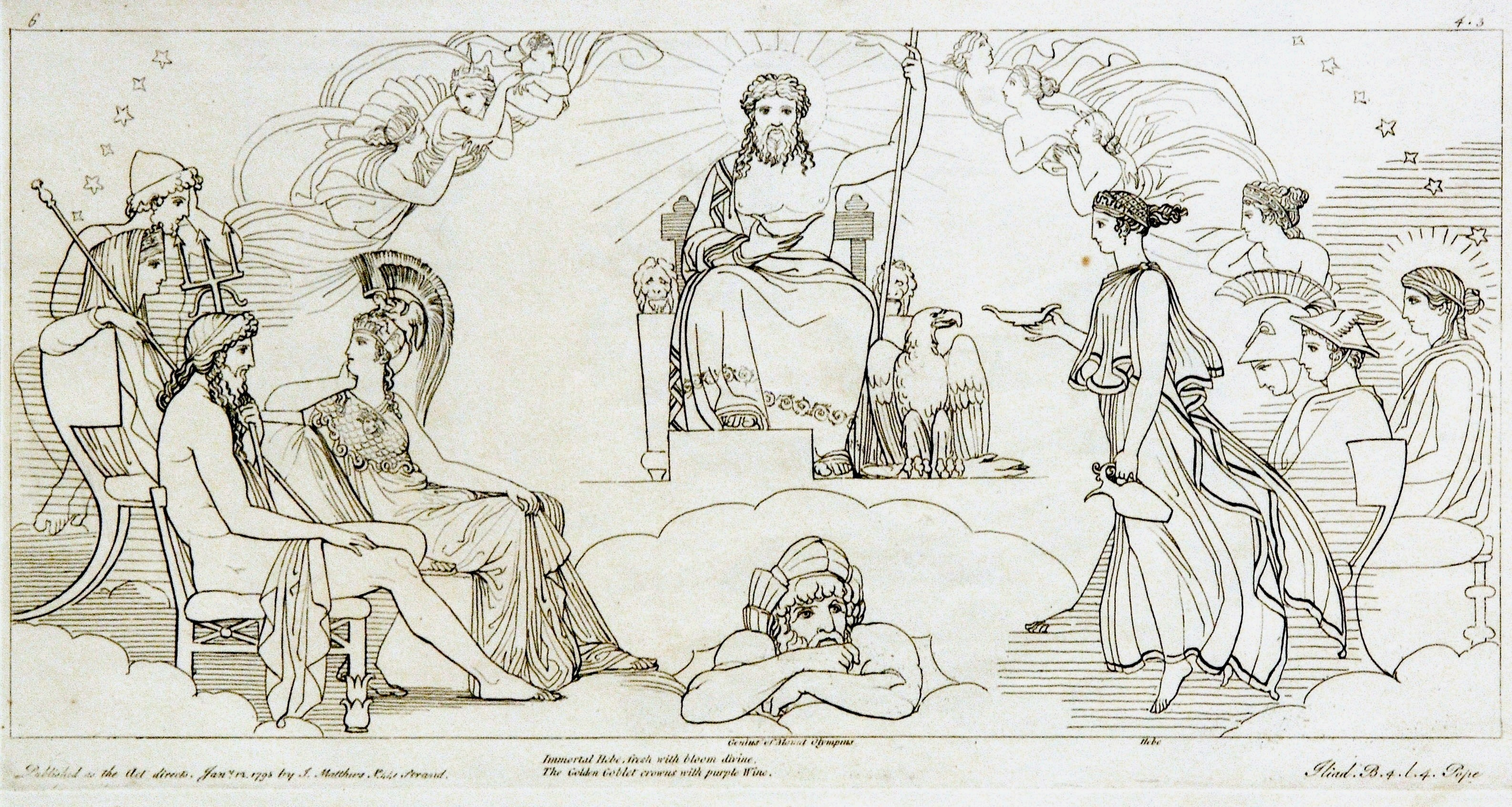
Talla dulce de 1793, obra de Tommaso Piroli (1752 – 1824) a partir de un dibujo de John Flaxman, empleada en una edición de la Ilíada de 1795: Hebe sirve néctar a los dioses.

En la mitología griega el néctar (en griego antiguo νέκταρ) era, según los primeros poetas como Homero u Ovidio, el vino o bebida de los dioses, que les era servido por Hebe o por Ganimedes, y que se describía como de color rojo. Como el vino de los mortales, se mezclaba con agua cuando iba a beberse, y el vino que Odiseo había llevado con él fue llamado por Polifemo «crema de néctar» (ἀποῤῥὼξ νέκταρος, Odisea ix.359).
Si bien habitualmente el néctar era la bebida y la ambrosía la comida de los dioses, se cree que originalmente ambos términos no estaban diferenciados. Por otra parte, en la obra de Alcman el néctar era la comida, y en las de Safo y Anaxandridas la ambrosía era la bebida. Escritores posteriores entendían a veces por néctar un bálsamo aromático que prevenía la descomposición de los cuerpos orgánicos, pues de hecho —incluso en Homero (Ilíada xix.39)— Tetis evitaba que el cuerpo de Patroclo se corrompiese ungiéndolo con ambrosía y néctar.
Según W. H. Röscher (Nektar und Ambrosia, 1883; véase también su artículo en el Lexikon der Mythologie) el néctar y la ambrosía originalmente no eran más que diferentes formas de la misma sustancia: la miel, considerada como un rocío, como maná caído del cielo, que se usaba como comida y como bebida.
El néctar también se menciona en la mitología hindú, más específicamente en los upanishadas y los puranas con el nombre de Amrita.